# Kitarō
Ne doit pas être confondu avec Kitaro le repoussant.
Kitarō (喜多郎) est un musicien multi-instrumentiste de musique nouvel âge né le 4 février 1953 à Toyohashi au Japon. 

## Biographie
Son vrai nom est Masanori Takahashi. Son pseudonyme lui a été donné plus tard par quelques amis, pour qui sa chevelure évoquait celle du personnage principal du manga d'épouvante de Shigeru Mizuki Kitaro le repoussant, qui était diffusé alors sous forme de dessin animé au Japon. 
Fils de fermiers de religion shintoïste, la nature et l'eau en particulier sont très présentes dans ses œuvres. Il apprend la guitare enfant, avant de s'intéresser aux claviers lorsqu'il forme le groupe de rock progressif The Far East Family Band. Il quitte le domicile parental lorsqu'il annonce à ses parents l'envie de vivre de sa musique.
En 1972, il voyage en Europe et rencontre le musicien et compositeur allemand Klaus Schulze qui lui ouvre des horizons insoupçonnés en l'initiant à l'utilisation des synthétiseurs.
En 1977, après avoir fait partie de différents groupes en tant que guitariste, comme the Far East Family Band, de 1971 à 1977, il commence sa carrière soliste et devient le compositeur préféré des adeptes du mouvement nouvel âge naissant.
En 1980, il est engagé par la chaîne de télévision publique japonaise NHK pour composer la musique d'une série de documentaires, sur cinq ans, ayant pour titre Silk Road. Cette composition lui amène une certaine popularité au Japon et au niveau international et fixe un style reconnaissable.
Multi-instrumentiste, il joue entre autres instruments, du synthétiseur, d'innombrables flûtes, du O'Daiko (le plus grand et le plus haut des taiko japonais, généralement joué bras levés) et de la guitare électrique.
Amoureux du Rhythm and blues durant son adolescence, il apprécie aussi la musique classique.
Une de ses idées concernant la composition est d'unir la musique populaire (rock), la musique traditionnelle (japonaise) et le classique.
En 1992, il publie son album Dream, il invite pour l'occasion le chanteur britannique Jon Anderson de Yes et sa fille Deborah Anderson, sur trois chansons, Lady of Dreams, Agreement et Island of Life. 
Il obtient en 2001 un Grammy Award pour l'album Thinking of you.
Il est également compositeur de musiques de films et a obtenu un autre Grammy Awards en 1994 pour la partition du film d'Oliver Stone « Heaven & Earth ».
Le titre Caravansary, publié à l'origine sur l'album India, a été choisi par Jacques Chirac pour être la musique d'attente de l'Élysée pendant 12 ans.

## Discographie
- 1980 : Silk Road Suite

- 1981 : Best of Kitaro

- 1983 : Portopia Matsushita Kan / Portpier Matsushita Kan (promo Maxi 45 T - 50ex)

- 1983 : Queen Millenia Symphonic suite (avec Angel Queen)

- 1985 : Caravan - 45T (Vocals by The pages)

- 1985 : Hi Un / Flying Cloud / Silver Cloud 45T
- 1985 : Aura No Saiten (Promo maxi 45T - 20 ex)

- 1986 : Osaka Jo Hall Live

- 1990 : Selections from Kojiki
- 1991 : Live in America
- 1991 : Shanghai 1920 / Once upon a time in Shanghai
- 1992 : Lady of dreams

- 1997 : Cirque Ingenieux
- 1997 : The Soong Sisters

- 1998 : Healing Forest

- 1999 : Shikoku Eighty-Eight Temples
- 1999 : Best of Kitaro Vol. 2

- 2002 : Ashu Chakan / Asian Café / Asian Teahouse
- 2002 : Mizu ni Inori te
- 2002 : Live in Yakushiji

- 2003 : Best of Silk Road
- 2003 : Ninja Scroll

- 2009 : Impressions Of The West Lake
- 2010 : Sacred Journey of Ku-Kai Vol. 4
- 2013 : Final Call
- 2017 : Sacred Journey of Ku-Kai Vol. 5

## Collaborations
- 1973 : Far Out album de Far East Family Band
- 1975 : Nipponjin album de Far East Family Band produit par Klaus Schulze
- 1976 : Parallel Worlds album de Far East Family Band produit par Klaus Schulze
- 1982 : Nando Meka No Goodbye / Yuhi No Furusato 45 T promo de Yamasaki Hako
- 1982 : Akane album de Yamasaki Hako
- 1982 : Aoi Kaze 45 T de Motoyoshi Iwasaki
- 1983 : Angel Queen 45 T promo de Dara Sedaka (face B différente et extraite de l'album de Dara Sedaka I'm your Girlfriend)